# Verein für Leibesübungen von 1899 1977-1978
Questa voce raccoglie le informazioni riguardanti il Verein für Leibesübungen von 1899 nelle competizioni ufficiali della stagione 1977-1978.

## Stagione
Nella stagione 1977-1978 l'Osnabrück, allenato da Reinhard Roder e Radoslav Momirski, concluse il campionato di 2. Bundesliga al 16º posto. In Coppa di Germania l'Osnabrück fu eliminato al terzo turno dal TuS Langerwehe.

## Rosa
| N. |                     | Ruolo | Calciatore          |
| -- | ------------------- | ----- | ------------------- |
|    | Germania (bandiera) | P     | Wolfgang Dramsch    |
|    | Germania (bandiera) | P     | Uwe Seiler          |
|    | Germania (bandiera) | D     | Klaus Baumanns      |
|    | Germania (bandiera) | D     | Wolfgang Berg       |
|    | Germania (bandiera) | D     | Volker Faß          |
|    | Germania (bandiera) | D     | Lothar Gans         |
|    | Germania (bandiera) | D     | Heinz Koch          |
|    | Germania (bandiera) | C     | Detlev Hegekötter   |
|    | Germania (bandiera) | C     | Alfred Hußner       |
|    | Germania (bandiera) | C     | Wolfgang Loos       |
|    | Germania (bandiera) | C     | Wolfgang Mittendorf |

| N. |                     | Ruolo | Calciatore           |
| -- | ------------------- | ----- | -------------------- |
|    | Germania (bandiera) | C     | Reinhold Nordmann    |
|    | Germania (bandiera) | C     | Günter Schäfer       |
|    | Germania (bandiera) | C     | Michael Strunck      |
|    | Germania (bandiera) | C     | Harald Wiesler       |
|    | Germania (bandiera) | C     | Hans-Jürgen Wittfoht |
|    | Germania (bandiera) | A     | Heinz-Dieter Greif   |
|    | Germania (bandiera) | A     | Herbert Mühlenberg   |
|    | Germania (bandiera) | A     | Ralf Nieberg         |
|    | Germania (bandiera) | A     | Norbert Placke       |
|    | Germania (bandiera) | A     | Gerd-Volker Schock   |

## Organigramma societario
Area tecnica
- Allenatore: Radoslav Momirski
- Allenatore in seconda:
- Preparatore dei portieri:
- Preparatori atletici:

## Calciomercato

### Sessione estiva
| Acquisti | Acquisti            | Acquisti          | Acquisti |
| R.       | Nome                | da                | Modalità |
| -------- | ------------------- | ----------------- | -------- |
| C        | Wolfgang Mittendorf | Arminia Bielefeld |          |
| D        | Volker Faß          | Kickers Offenbach |          |
| C        | Wolfgang Loos       | Preußen Münster   |          |
| C        | Harald Wiesler      | Union Solingen    |          |

| Cessioni | Cessioni          | Cessioni         | Cessioni |
| R.       | Nome              | a                | Modalità |
| -------- | ----------------- | ---------------- | -------- |
| C        | Franz Genschick   | Arminia Hannover |          |
| A        | Manfred Gawylczyk | Oldenburg        |          |
| D        | Jürgen Wohlgemuth | Phönix Lubecca   |          |

### Sessione invernale
| Acquisti | Acquisti      | Acquisti          | Acquisti |
| R.       | Nome          | da                | Modalità |
| -------- | ------------- | ----------------- | -------- |
| D        | Wolfgang Berg | Arminia Bielefeld |          |

| Cessioni | Cessioni        | Cessioni           | Cessioni |
| R.       | Nome            | a                  | Modalità |
| -------- | --------------- | ------------------ | -------- |
| C        | Rolf Westermann | Sportfreunde Lotte |          |

## Risultati

### 2. Bundesliga

#### Girone di andata
| Arbitro: | Halfter |

|                          |           |                          |
| Fagot 8’ Mertes 21’, 80’ | Marcatori | 16’ Greif 41’ Mühlenberg |

| Arbitro: | Barnick |

|  |           |              |
|  | Marcatori | 83’ Wehmeier |

| Osnabrück 17 agosto 1977 3ª giornata | Osnabrück | 0 – 0 referto | TeBe Berlino | Stadion an der Bremer Brücke (5 000 spett.)\| Arbitro: \| Risse \| |
| Arbitro:                             | Risse     |               |              |                                                                    |

| Arbitro: | Rieb |

|          |           |                |
| Lenz 86’ | Marcatori | 17’ Mittendorf |

| Arbitro: | Kopka |

|  |           |                         |
|  | Marcatori | 45’ Kaczor 57’ Petković |

| Arbitro: | Schön |

|                                         |           |                               |
| Milewski 8’, 90’ Lüttges 85’ Anders 88’ | Marcatori | 19’ Hegekötter 74’ Mühlenberg |

| Arbitro: | Eschweiler |

|                                                              |           |            |
| Schock 13’ Mühlenberg 14’, 34’, 65’, 90’ (rig.) Nordmann 38’ | Marcatori | 30’ Priewe |

| Arbitro: | Glasneck |

|                                              |           |           |
| Harsányi 56’ (rig.) Ochmann 62’ Sinnigen 89’ | Marcatori | 41’ Greif |

| Osnabrück 25 settembre 1977 9ª giornata | Osnabrück | 0 – 0 referto | Arminia Bielefeld | Stadion an der Bremer Brücke (10 000 spett.)\| Arbitro: \| Herrmann \| |
| Arbitro:                                | Herrmann  |               |                   |                                                                        |

| Arbitro: | Hennig |

|                                                          |           |                                  |
| Bruns 63’ (rig.), 67’ (rig.) Hammes 65’, 84’ Bachorz 75’ | Marcatori | 4’ Greif 10’ Nordmann 52’ Schock |

| Arbitro: | Barnick |

|                          |           |          |
| Schock 37’ Genschick 67’ | Marcatori | 47’ Götz |

| Arbitro: | Pauly |

|           |           |           |
| Graul 67’ | Marcatori | 31’ Greif |

| Arbitro: | Wahmann |

|                               |           |                       |
| Nordmann 43’ Busch 80’ (aut.) | Marcatori | 26’ Dreyer 90’ Gräber |

| Arbitro: | Winkler |

|  |           |                 |
|  | Marcatori | 9’, 86’ Schäfer |

| Arbitro: | Kaiser |

|                        |           |  |
| Schock 81’ Schäfer 89’ | Marcatori |  |

| Arbitro: | Möller |

|                    |           |  |
| Krüger 52’ Reh 86’ | Marcatori |  |

| Arbitro: | Kindervater |

|                          |           |          |
| Wieczorkowski 29’ (aut.) | Marcatori | 35’ Mill |

| Bocholt 10 dicembre 1977 18ª giornata | Bocholt   | 0 – 0 referto | Osnabrück | Stadion am Hünting (4 000 spett.)\| Arbitro: \| Reichmann \| |
| Arbitro:                              | Reichmann |               |           |                                                              |

| Arbitro: | Osmers |

|           |           |                        |
| Hußner 2’ | Marcatori | 29’, 82’ (rig.) Funkel |

#### Girone di ritorno
| Arbitro: | Schütte |

|              |           |          |
| Nordmann 55’ | Marcatori | 50’ Bone |

| Arbitro: | Lins |

|                                       |           |            |
| Laube 13’ Pallaks 50’ Heddinghaus 73’ | Marcatori | 38’ Hußner |

| Berlino 20 gennaio 1978 22ª giornata | TeBe Berlino | 0 – 0 referto | Osnabrück | Stadio Olimpico (3 631 spett.)\| Arbitro: \| Wichmann \| |
| Arbitro:                             | Wichmann     |               |           |                                                          |

| Arbitro: | Jensen |

|                   |           |            |
| Hußner 70’ (rig.) | Marcatori | 90’ Krüger |

| Arbitro: | Retzmann |

|                          |           |  |
| Gede 23’ Kaczor 68’, 77’ | Marcatori |  |

| Arbitro: | Burgers |

|            |           |                                |
| Hußner 25’ | Marcatori | 22’, 40’ Wunder 41’ Pagelsdorf |

| Arbitro: | Ebner |

|                                     |           |                 |
| Heise 34’ Klausmann 42’, 54’ (rig.) | Marcatori | 64’, 83’ Schock |

| Arbitro: | Richter |

|               |           |                      |
| Greif 7’, 82’ | Marcatori | 2’ Höfer 42’ Brücken |

| Arbitro: | Heymann |

|                                   |           |                            |
| Sackewitz 71’, 85’ Eilenfeldt 75’ | Marcatori | 25’ Hußner 52’, 70’ Schock |

| Arbitro: | Schmidt |

|                                  |           |            |
| Hußner 27’ Greif 32’ Schäfer 78’ | Marcatori | 74’ Hammes |

| Arbitro: | Glasneck |

|           |           |  |
| Fagot 56’ | Marcatori |  |

| Arbitro: | Ohmsen |

|                        |           |                         |
| Schäfer 23’ Hußner 67’ | Marcatori | 55’ Fritsche 75’ Ludwig |

| Arbitro: | Teichert |

|               |           |            |
| Brexendorf 5’ | Marcatori | 14’ Schock |

| Arbitro: | Milkert |

|                                  |           |                          |
| Hußner 21’, 81’ (rig.) Greif 61’ | Marcatori | 63’ Brücken 79’ Gelsdorf |

| Arbitro: | Heymann |

|                                |           |                                |
| Clute-Simon 61’ Offermanns 73’ | Marcatori | 50’, 52’, 84’ Schock 86’ Greif |

| Arbitro: | Gathmann |

|                                |           |  |
| Greif 6’ Hußner 80’ Schock 87’ | Marcatori |  |

| Arbitro: | Kespohl |

|                                      |           |           |
| Mill 12’ Huhse 13’ Hrubesch 18’, 60’ | Marcatori | 26’ Greif |

| Arbitro: | Lins |

|                     |           |           |
| Loos 47’ Schock 84’ | Marcatori | 72’ Busch |

| Krefeld 27 maggio 1978 38ª giornata | Bayer Uerdingen | 0 – 0 referto | Osnabrück | Grotenburg Stadion (3 000 spett.)\| Arbitro: \| Broska \| |
| Arbitro:                            | Broska          |               |           |                                                           |

### Coppa di Germania
| Arbitro: | Ohmsen |

|  |           |                        |
|  | Marcatori | 56’ Hußner 89’ Schäfer |

| Arbitro: | Wippker |

|                                 |           |          |
| Mühlenberg 73’ (rig.) Greif 80’ | Marcatori | 71’ Metz |

| Arbitro: | Ahlenfelder |

|                           |           |  |
| Stump 37’ Brandenburg 64’ | Marcatori |  |

## Statistiche

### Statistiche di squadra
| Competizione      | Punti | In casa | In casa | In casa | In casa | In casa | In casa | In trasferta | In trasferta | In trasferta | In trasferta | In trasferta | In trasferta | Totale | Totale | Totale | Totale | Totale | Totale | DR |
| Competizione      | Punti | G       | V       | N       | P       | Gf      | Gs      | G            | V            | N            | P            | Gf           | Gs           | G      | V      | N      | P      | Gf     | Gs     | DR |
| ----------------- | ----- | ------- | ------- | ------- | ------- | ------- | ------- | ------------ | ------------ | ------------ | ------------ | ------------ | ------------ | ------ | ------ | ------ | ------ | ------ | ------ | -- |
| 2. Bundesliga     | 33    | 19      | 7       | 8       | 4       | 32      | 23      | 19           | 2            | 7            | 10           | 24           | 39           | 38     | 9      | 15     | 14     | 56     | 62     | -6 |
| Coppa di Germania | -     | 1       | 1       | 0       | 0       | 2       | 1       | 2            | 1            | 0            | 1            | 2            | 2            | 3      | 2      | 0      | 1      | 4      | 3      | +1 |
| Totale            | 33    | 20      | 8       | 8       | 4       | 34      | 24      | 21           | 3            | 7            | 11           | 26           | 41           | 41     | 11     | 15     | 15     | 60     | 65     | -5 |

### Andamento in campionato
| Giornata  | 1  | 2  | 3  | 4  | 5  | 6  | 7  | 8  | 9  | 10 | 11 | 12 | 13 | 14 | 15 | 16 | 17 | 18 | 19 | 20 | 21 | 22 | 23 | 24 | 25 | 26 | 27 | 28 | 29 | 30 | 31 | 32 | 33 | 34 | 35 | 36 | 37 | 38 |
| --------- | -- | -- | -- | -- | -- | -- | -- | -- | -- | -- | -- | -- | -- | -- | -- | -- | -- | -- | -- | -- | -- | -- | -- | -- | -- | -- | -- | -- | -- | -- | -- | -- | -- | -- | -- | -- | -- | -- |
| Luogo     | T  | C  | C  | T  | C  | T  | C  | T  | C  | T  | C  | T  | C  | T  | C  | T  | C  | T  | C  | C  | T  | T  | C  | T  | C  | T  | C  | T  | C  | T  | C  | T  | C  | T  | C  | T  | C  | T  |
| Risultato | P  | P  | N  | N  | P  | P  | V  | P  | N  | P  | V  | N  | N  | V  | V  | P  | N  | N  | P  | N  | P  | N  | N  | P  | P  | P  | N  | N  | V  | P  | N  | N  | V  | V  | V  | P  | V  | N  |
| Posizione | 15 | 19 | 18 | 17 | 18 | 19 | 17 | 19 | 18 | 19 | 17 | 19 | 18 | 16 | 13 | 15 | 16 | 15 | 15 | 15 | 16 | 16 | 15 | 18 | 19 | 19 | 19 | 18 | 18 | 18 | 19 | 18 | 17 | 17 | 16 | 18 | 16 | 16 |

Legenda:

Luogo: C = Casa; T = Trasferta. Risultato: V = Vittoria; N = Pareggio; P = Sconfitta.

### Statistiche dei giocatori
| Giocatore     | 2. Bundesliga | 2. Bundesliga | 2. Bundesliga | 2. Bundesliga | Coppa di Germania | Coppa di Germania | Coppa di Germania | Coppa di Germania | Totale   | Totale | Totale      | Totale     |
| Giocatore     | Presenze      | Reti          | Ammonizioni   | Espulsioni    | Presenze          | Reti              | Ammonizioni       | Espulsioni        | Presenze | Reti   | Ammonizioni | Espulsioni |
| ------------- | ------------- | ------------- | ------------- | ------------- | ----------------- | ----------------- | ----------------- | ----------------- | -------- | ------ | ----------- | ---------- |
| K. Baumanns   | 32            | 0             | 3             | 0             | 3                 | 0                 | 0                 | 0                 | 35       | 0      | 3           | 0          |
| W. Berg       | 0             | 0             | 0             | 0             | 0                 | 0                 | 0                 | 0                 | 0        | 0      | 0           | 0          |
| W. Dramsch    | 38            | 0             | 0             | 0             | 3                 | 0                 | 0                 | 0                 | 41       | 0      | 0           | 0          |
| V. Faß        | 12            | 0             | 1             | 0             | 2                 | 0                 | 0                 | 0                 | 14       | 0      | 1           | 0          |
| L. Gans       | 38            | 0             | 1             | 0             | 3                 | 0                 | 0                 | 0                 | 41       | 0      | 1           | 0          |
| F. Genschick  | 7             | 1             | 0             | 0             | 1                 | 0                 | 0                 | 0                 | 8        | 1      | 0           | 0          |
| H. Greif      | 36            | 11            | 0             | 0             | 3                 | 1                 | 0                 | 0                 | 39       | 12     | 0           | 0          |
| D. Hegekötter | 37            | 1             | 0             | 0             | 3                 | 0                 | 0                 | 0                 | 40       | 1      | 0           | 0          |
| A. Hußner     | 37            | 10            | 10            | 0             | 3                 | 1                 | 1                 | 0                 | 40       | 11     | 11          | 0          |
| H. Koch       | 29            | 0             | 4             | 0             | 2                 | 0                 | 0                 | 0                 | 31       | 0      | 4           | 0          |
| W. Loos       | 15            | 1             | 5             | 0             | 1                 | 0                 | 0                 | 0                 | 16       | 1      | 5           | 0          |
| W. Mittendorf | 29            | 1             | 7             | 0             | 2                 | 0                 | 0                 | 0                 | 31       | 1      | 7           | 0          |
| H. Mühlenberg | 15            | 6             | 1             | 0             | 3                 | 1                 | 0                 | 0                 | 18       | 7      | 1           | 0          |
| R. Nieberg    | 1             | 0             | 0             | 0             | 0                 | 0                 | 0                 | 0                 | 1        | 0      | 0           | 0          |
| R. Nordmann   | 38            | 4             | 6             | 0             | 3                 | 0                 | 1                 | 0                 | 41       | 4      | 7           | 0          |
| N. Placke     | 5             | 0             | 0             | 0             | 0                 | 0                 | 0                 | 0                 | 5        | 0      | 0           | 0          |
| G. Schock     | 30            | 14            | 2             | 0             | 3                 | 0                 | 0                 | 0                 | 33       | 14     | 2           | 0          |
| G. Schäfer    | 24            | 5             | 2             | 0             | 2                 | 1                 | 0                 | 0                 | 26       | 6      | 2           | 0          |
| U. Seiler     | 0             | 0             | 0             | 0             | 0                 | 0                 | 0                 | 0                 | 0        | 0      | 0           | 0          |
| M. Strunck    | 24            | 0             | 1             | 0             | 0                 | 0                 | 0                 | 0                 | 24       | 0      | 1           | 0          |
| H. Wiesler    | 12            | 0             | 2             | 0             | 0                 | 0                 | 0                 | 0                 | 12       | 0      | 2           | 0          |
| H. Wittfoht   | 4             | 0             | 1             | 0             | 1                 | 0                 | 0                 | 0                 | 5        | 0      | 1           | 0          |